# 阪急新大阪連絡線
新大阪連絡線（しんおおさかれんらくせん）は、淡路駅 - 新大阪駅 - 十三駅間 (4.030 km) および新大阪駅 - 神崎川駅間 (2.963 km) を結ぶ計画の阪急電鉄の鉄道路線（未成線）。新大阪駅 - 十三駅間を狭軌にて、なにわ筋連絡線（大阪駅地下ホーム - 十三駅間）と一体で2031年の開業を目指している。新大阪駅、十三駅とも地下駅での建設を計画している。
2016年時点で、阪急電鉄は新大阪駅 - 十三駅間 (2.3 km) の第一種鉄道事業許可を保有している。

## 計画の推移

### 当初の計画
戦前に東京 - 下関間を結ぶ新幹線鉄道（弾丸列車）の建設が決まったのを受け、阪神急行電鉄と京阪電気鉄道が弾丸列車の新大阪駅（当時は東淀川駅の北側に計画）に連絡する路線を計画した。1941年、阪神急行電鉄が園田 - 新大阪間の地方鉄道敷設免許を申請。京阪電気鉄道も新京阪線（現・阪急京都本線）の京阪吹田（現・相川） - 新大阪間の地方鉄道敷設免許を申請した。1943年には阪神急行電鉄が京阪電気鉄道を合併して京阪神急行電鉄（現在の阪急電鉄、以下阪急と略す）に改称。これにより園田 - 新大阪 - 相川が阪急の申請区間になった。しかし弾丸列車の計画中止で実現しなかった。
戦後の阪急は、当時深刻さを増していた梅田近辺の混雑緩和と急曲線が続く京都本線崇禅寺駅付近のバイパス、及び開業が近づいていた東海道新幹線へのアクセス機能を兼ねた新線を計画し、1961年に事業免許を取得し、用地の買収や準備工事にも取り掛かっていた。1964年に開業した東海道新幹線や、引き続き工事が行われた山陽新幹線の高架橋脚にも、新大阪連絡線の開業に備えて橋脚を斜めに配置するなどの準備がなされた。宝塚本線との分岐付近から新大阪駅までの新幹線並行区間も東西に細長く用地買収が行われている。計画では京都本線の特急や急行を新大阪経由に移し、崇禅寺回りは普通列車専用とする予定であった。
しかし、新幹線の博多駅延伸後も建設計画は一向に進展しなかった。新大阪駅付近の開発が遅れ、建設の意義が薄れたことが主な原因である（阪急が新大阪駅周辺の開発に割り込むことができなかったことも理由と言われている）。また、建設のためには十三・淡路両駅の高架化が必要であるが、全く進捗しなかったことも足踏みの原因となった。
もともと京都本線は天神橋駅（現在の天神橋筋六丁目駅）が起点であり、十三駅 - 淡路駅間は十三線であり支線にすぎなかった。そこで当初は優等列車を梅田駅 - 京都方面間に直通させることを念頭にこの路線が計画されている。しかし、すでに1964年に大阪市営地下鉄御堂筋線（現在のOsaka Metro御堂筋線）と国鉄の駅として新大阪駅自体が開業した段階で阪急は十三駅 - 淡路駅間の高規格化と十三駅 - 梅田駅間の三複線化を完了していた。その後も新大阪線の用地買収の遅れとその頓挫により、梅田駅の京都本線ホームの拡充3線化に着手し、1973年11月23日のダイヤ改正からは京都本線・千里線の十三駅発着の全列車を梅田駅へ直通させることとなった。また、梅田駅の完成に先立つ1969年には千里線の天神橋駅を地下化して天神橋筋六丁目駅に改称し、同駅から動物園前駅まで大阪市営地下鉄堺筋線（現在のOsaka Metro堺筋線）直通運転が開始されている。これら複数の事業によってある程度は梅田駅周辺の混雑も緩和され、新大阪線の優先度は低下した。
1989年の運輸政策審議会答申第10号では十三 - 淡路間が「平成17年（2005年）までに工事を着手することが適当な区間」とされたものの、着手への動きがないままであった。ようやく淡路駅の高架化計画が動き始めたものの、その計画図には新大阪線の分岐はなく、もはや断念したも同然の状態となっていたが、2002年12月6日に阪急は新大阪 - 淡路間 (1.680 km) と神崎川 - 新大阪間の事業許可廃止申請を提出し、2003年3月1日に両区間が正式に廃止となった。これにより、事業許可が有効なのは十三 - 新大阪間 (2.350 km) のみとなった。
残る同区間は阪急各線からすると乗り換えを要する「支線」に過ぎず、利便性が高まらない、との見方もある。この区間において阪急は既に8割の用地を取得済みであり、なにわ筋線などの進捗を見て最終的な処置を判断することになったが、十三駅付近で一部の敷地を他社に売却しており、現実的に建設することは不可能であろうと見られていた。

### 西梅田・十三連絡線（仮称）との直通計画
しかし、2006年5月、阪急ホールディングス（現・阪急阪神ホールディングス）の角和夫社長が阪神電気鉄道との経営統合に関連して「新大阪、十三、北ヤード、西梅田をつなぐ路線も可能」とコメントし、2004年10月の近畿地方交通審議会答申第8号に阪急と大阪市の提案により「中長期的に望まれる鉄道ネットワークを構成する新たな路線」として盛り込まれ、大阪市交3号線（四つ橋線＝現在のOsaka Metro四つ橋線）の延伸（西梅田 - 北梅田（仮称） - 十三間2.9 km）と合わせて1本の路線として建設することを示唆した。
新大阪連絡線自体は答申路線には盛り込まれなかったが、参考資料である路線評価一覧表によると、開業30年間の費用対効果は1を超え、採算性についてもインフラ部の資金負担を負わなければ開業40年で営業主体が黒字となるA評価であった。
なお、同年2月には新大阪駅付近の用地を利用したJR東海による新幹線ホームの増設に協力することを表明している。
12月8日には、阪急・大阪市・国土交通省が都市鉄道等利便増進法に基づいて大阪市営地下鉄四つ橋線の西梅田 - 十三間の新線（西梅田・十三連絡線（仮称））に関する原案を固めた。建設主体を鉄道建設・運輸施設整備支援機構が行い、営業が阪急と大阪市に委ねられる。新駅（北梅田駅（仮称））は梅田貨物駅跡地再開発地域（北ヤード）の中央に建設される。また、これと同時に別計画の新大阪連絡線との相互乗り入れの可能性についても報道された。
これを受けて、阪急阪神ホールディングスの角社長は、北ヤード2期工事の完成に合わせて、西梅田 - 北ヤード - 十三 - 新大阪間を同時に開業させたいとの意向を明らかにした。ただし、大阪市営地下鉄四つ橋線の西梅田駅と阪神電気鉄道の梅田駅の隧道の深さが同じであり、営業しながらの延伸は実質不可能（当地のような軟弱地盤の地下駅を営業しながら切り下げる工事を行った例は日本にはない）であり、かつ地盤も軟弱なため、工事は難航が予想される。
2008年4月10日には、国土交通省による『「速達性向上施策における事業スキームの検討に関する調査」結果 - 西梅田・十三連絡線（仮称）の事業実現化方策に係る深度化調査 - 』が発表されたが、整備計画案では新大阪連絡線についても合わせて検討され、「西梅田・十三連絡線（仮称）」（西梅田 - 十三）、「西梅田・十三連絡線（仮称）+新大阪連絡線」（西梅田 - 十三 - 新大阪）のいずれのケースでも良好な事業性が確認された。なお、十三駅は地下、新大阪駅ホームは地下・地上・高架の3案が提示されている。また、十三 - 新大阪間の建設費は全線地下で400億円、一部高架の場合350億円、一部地平の場合330億円と試算されている。なお、新大阪駅のホームが高架に決定した場合、地下鉄御堂筋線のホームに隣接しての設置になると思われるが、既にこの用地の一部は新幹線ホームの増設に使用されたほか、新幹線ホームに隣接した複合ビル「新大阪阪急ビル」が阪急により建設されている。
2012年には、なにわ筋線に代わる新大阪 - 関西空港間のアクセスルートの一部として検討されていると報じられる。

### なにわ筋線計画合意後の展開
2017年3月に報道各社によりなにわ筋線建設について関係機関の合意がなされたとの報道があり、阪急十三駅と北梅田駅（仮称）を結ぶ新路線（なにわ筋連絡線）について言及があったものの、新大阪連絡線との関係性（及び西梅田・十三連絡線との関係性）に関しては、この時点では明らかにされていなかった。同年5月には、阪急阪神ホールディングスが、十三駅とJR新大阪駅を結ぶ新大阪駅連絡線（約2.3 km）の実現を2025年度までの長期計画に盛り込んだとの報道があった。
2019年10月23日、阪急がなにわ筋連絡線との一体整備を前提として、JR西日本・南海・大阪府・大阪市と協議を実施する方向で調整をしているとの報道があり、2020年2月5日には協議を始めたことが報じられた。
2022年12月27日付産経新聞による、次期社長の嶋田泰夫副社長へのインタビューで十三駅からJR新大阪駅を結ぶ「新大阪連絡線」と、十三駅から大阪駅北側の再開発地区「うめきた2期」の新たな地下駅「大阪駅」を結ぶ「なにわ筋連絡線」の2つの阪急電鉄の新線を、それぞれ令和13年（2031年）に開業させる方針を明らかにした。新線は軌間になにわ筋線と同じ狭軌を阪急としては初めて採用して十三駅から関西国際空港方面に乗り換えなしで移動を可能とし、なにわ筋線との同時開業を目指すとしている。加えて、2023年8月16日付産経新聞による、阪急電鉄専務取締役の上村正美へのインタビューでは、新大阪連絡線について十三駅・新大阪駅（淀川区宮原3丁目の自社所有地での建設を想定）とも地下駅とした上で、「南海と共通構造の独自車両を導入し、メンテナンスは南海に依頼する」方針を示している。

## 現状
阪急各線から新大阪駅へのアクセスは長らく不便で、一旦梅田駅へ出て大阪駅からJR京都線へ、もしくは梅田駅または南方駅から地下鉄御堂筋線に乗り換えるか、各駅からのバス（阪急バス、大阪シティバスなど）に頼る必要があった。阪急京都線・千里線は2019年3月16日より淡路駅から、新大阪駅に発着するJRおおさか東線のJR淡路駅への乗り換えが可能となった。
なお、淡路近辺では地元住民からの強い要望を受け、2006年5月13日から特定非営利活動法人地域交通まちづくり協会が阪急バスに運行を委託する形で新大阪 - 淡路間で小型車によるバス路線（愛称：あいバス）が運行されていたが、採算性の問題により運行開始から2年も経たないうちに廃止となった。

### 建設予定地
- 十三駅からすぐにあった線路用地は既に転売されており、建物が建っている。今後、これまでの計画通り建設を進めるのであれば、用地の再取得と建物撤去をしない限り不可能である。
- 淀川区野中南1丁目南部及び東淀川区西淡路1丁目北部では、新幹線の橋脚が斜めに立てられている。
- 新幹線の北側に沿って伸びている線路用地は、阪急系列である阪急バス「新大阪ターミナル」（高速バス発着場）やニッポンレンタカーの営業所、コインパーキング、観光バスの駐車場などに転用された。バスターミナルとレンタカー営業所の移転後の跡地にはフットサルコート「キャプテン翼スタジアム新大阪」もあったが、賃貸借契約の満了に伴う施設の撤去が行われ、こちらも現在はコインパーキングに転用されている。このほか、同じく阪急系列の大阪神鉄豊中タクシー[25]の本社もあった。
- 地下鉄御堂筋線新大阪駅北寄りのホーム屋根上には、新大阪連絡線が御堂筋線の上を越えるのに備えた遺構が残っている。雨ざらしで老朽化したため、下部の御堂筋線へ雨漏りするようになり、協議の結果、2003年3月に大阪市交通局（当時）の施工により漏水対策用の屋根が設置された。同駅が高架で建設が決定した場合、遺構の上にホームが建設されると思われるが、既に南側の約半分が新幹線ホームの増設に転用されている。
- JR西日本新大阪駅の1・2番のりばの北寄りには、鉄製の橋脚が長らく2基残っていたが、2010年に撤去された。
- 新大阪駅より東側の区間は免許廃止により新線建設の可能性がなくなったため、新御堂筋の東側にあった新大阪駅前の線路用地には駅と直結させた「新大阪阪急ビル」が建てられ、バスターミナルはこの1階に移転した。

## 路線計画経路
淡路 - 新大阪 - 十三
淡路駅で京都本線・千里線から西へ分岐し、西淡路1丁目で東海道新幹線をくぐって新大阪駅に至る。ここからしばらくは山陽新幹線の北側を並行し、淀川区野中南1丁目付近で神崎川駅方面への路線と分かれて左折、再び山陽新幹線を南へくぐり、宝塚本線と合流して十三駅に到着する。
新大阪 - 神崎川
淀川区三国本町1丁目付近で十三への路線を分けた後も山陽新幹線北側に沿って西進、淀川区野中北2丁目付近で右折、神戸本線と合流して北上し、神崎川駅に到着する。